# Земноводные гусеницы
Земноводные гусеницы — личинки гавайских молей рода Hyposmocoma семейства роскошных молей (Cosmopterigidae), которые способны жить как под водой, так и на суше. На данный момент известно по крайней мере 12 земноводных видов Hyposmocoma. Род является полностью эндемичным для Гавайских островов.
Это единственные из известных насекомых, способных жить под водой и на суше.  Описаны в 2010 году энтомологами Гавайского университета на Маноа. Гусеницы обитают в быстрых потоках под водой и на камнях вне воды. Способны выживать под водой до месяца. 
Около 0,5 % гусениц бабочек являются водными и живут под водой. Однако водные гусеницы имеют жабры и поэтому не способны жить на воздухе.
Гусеницы же Hyposmocoma не имеют жабр или аналогичных им образований и дышат кожей, абсорбируя кислород из воды, поэтому им необходимы быстрые потоки. Обитают на дне горных ручьёв, прикрепляясь к камням с помощью выделяемых шёлковых нитей, но могут жить и на суше подобно обычным сухопутным насекомым.  Виды отличаются разнообразными размерами и формами шёлковых коконов, в которых обитают. 